# Зоряний шлях: Дивні нові світи (сезон 1)
Перший сезон американського телесеріалу «Зоряний шлях: Дивні нові світи» розповідає про капітана Крістофера Пайка та екіпаж корабля USS Ентерпрайз (NCC-1701) у 23 столітті, коли вони досліджують нові світи та виконують місії по всій галактиці протягом десятиліття до «оригінального серіалу».. Сезон був створений студією «CBS Studios» у співпраці з «Secret Hideout», «Weed Road Pictures», «HMRX Productions» і «Roddenberry Entertainment», а Аківа Голдсман і Генрі Алонсо Майєрс виступали шоуранерами .
Розробка додаткового серіалу «Зоряний шлях: Відкриття» почалася в січні 2020 року, коли Маунт, Ромейн і Пек знову зіграли свої ролі, та було офіційно замовлено в травні 2020-го. Автори серіалу вирішили повернутися до епізодичного оповідання оригінального серіалу, а не «Дискавері» — із більш серіалізованим підходом. Сценаристи та режисери зосередилися на тому, щоб надати кожному епізоду інший жанр й тон. Зйомки проходили на «CBS Stages Canada» у Міссісазі (Онтаріо), з лютого по липень 2021 року із додатковими зйомками в Нью-Мексико. Багато постійних акторів і кілька запрошених зірок зображують молодші версії персонажів оригінального серіалу в цьому сезоні.
Прем'єра сезону відбулася на потоковому сервісі «Paramount+» 5 травня по 7 липня 2022 року та складалася з 10 епізодів. За оцінками, він мав високу кількість глядачів і глядацький попит, ставши оригінальним серіалом "Paramount+ «Зоряного шляху», який найбільше переглядають. Він також отримав позитивні відгуки від критиків за епізодичну розповідь і акторський склад. Сезон був номінований на премію «Прайм-тайм премія «Еммі»» і кілька інших нагород, а також був названий у багатьох списках найкращих в 2022 році. Розробку другого сезону було анонсовано в січні 2022 року.

## У ролях
| Актор             | Роль                      |
| ----------------- | ------------------------- |
| Енсон Маунт       | Крістофер Пайк            |
| Ітан Пек          | Спок                      |
| Джесс Буш         | медсестра Чепел           |
| Крістіна Чонг     | Ла'ан Нуньєн-Сінг         |
| Селія Роуз Гудінг | Нійота Ухура              |
| Мелісса Навія     | Еріка Ортегас             |
| Бабс Олусанмокун  | Джозеф Мбенга             |
| Ребекка Ромейн    | Номер Один (Зоряний шлях) |
| Андре Де Кім      | Кайл                      |
| Брюс Горак        | Геммер                    |
| Джіа Сандху       | Т'Прінг                   |
| Ден Жаннотт       | Джон Семюел               |
| Алекс Капп        | комп'ютер "Ентерпрайза"   |
| Джіенніфер Хуейу  | Крістіна                  |
| Ронг Фу           | Дженна Мітчелл            |
| Сейдж Аррінделл   | Рукійя                    |
| Едріен Голмс      | адмірал Ейпріл            |
| Мелані Скрофано   | капітан Бател             |

## Епізоди
| № п/п | № в сезоні | Назва                                                                                         | Режисер            | Сценарист                                   | Оригінальний показ | Оригінальний показ українською | Код            | Рейтинг        |
| --- | ---------- | --------------------------------------------------------------------------------------------- | ------------------ | ------------------------------------------- | ------------------ | ------------------------------ | -------------- | -------------- |
| 1 | 1          | «Strange New Worlds» «Дивні нові світи»                                                       | Аківа Голдсман     | Аківа Голдсман, Алекс Курцман; Дженні Люмет | 5 травня 2022      | Буде оголошено                 | Буде оголошено | Буде визначено |
| У 23-му столітті адмірал Зоряного флоту Роберт Ейпріл відкликає капітана Крістофера Пайка з корабля «USS Enterprise» із відпустки після того, як перший офіцер Уна Чін-Райлі («Номер один») пропала безвісти під час місії першого контакту. Пайк не бажає повертатися в космос і зізнається науковому офіцеру-вулканцю Споку, який щойно заручився з Т'Прінг, що бачив видіння свого паралічу під час їхньої місії з «USS Discovery». Вони подорожують на планету Кайлі-279, яка перебуває в стані, схожому на Землю 21 століття, і є на межі громадянської війни. Місцеві жителі сконструювали зброю з варп-приводів зоряного корабля після того, як стали свідками місії «Discovery» у ближньому космосі. Пайк і його команда рятують Номер один з полону та порушують Загальний наказ № 1 Зоряного флоту, втручаючись у життя суспільства, щоб переконати їх не використовувати зброю. Вони уникають наслідків через надсекретний характер місії «Discovery», але Зоряний Флот посилює це правило, перейменовуючи його на Головну Директиву. Пайк знову виконує наказ; стає капітаном і очолює «Ентерпрайз» у новій п'ятирічній дослідницькій місії.                                     |            |                                                                                               |                    |                                             |                    |                                |                |                |
| 2 | 2          | «Children of the Comet» «Діти комети»                                                         | Майя Врвіло        | Генрі Алонсо Майерс і Сара Таркофф          | 12 травня 2022     | Буде оголошено                 | Буде оголошено | Буде визначено |
| Курсантку Нійоту Угуру запрошують пообідати з іншими членами екіпажу в квартирі Пайка. Вона розповідає, що не впевнена щодо свого майбутнього в Зоряному Флоті, оскільки приєдналася лише для того, щоб втекти від болю смерті своїх батьків. Екіпаж «Ентерпрайза» намагається змінити курс комети, яка має вбити всіх мешканців спустошеної планети, але у неї є силове поле, яке перешкоджає цьому. Угура приєднується до команди, яка переміщається на поверхню комети, і виявляє — комета реагує на музику. Зоряний корабель «пастухів», які супроводжують комету, розташувався між нею та «Ентерпрайзом»; вони вірять, що це істота на ім'я М'ханіт, який є стародавнім арбітром життя. «Ентерпрайз» відволікає їх, дозволяючи Споку змінити курс комети. Проходячи повз планету, комета випускає в атмосферу водяну пару, яка покращить умови для життя. Угура розшифровує музику комети, яка вказує на те, що вона очікувала цього втручання. Пайк розмірковує про походження комети та щодо того, чи було це більше ніж випадковістю. Він також думає про життя кадетів, які йому судилося врятувати, пожертвувавши собою.                                                           |            |                                                                                               |                    |                                             |                    |                                |                |                |
| 3 | 3          | «Ghosts of Illyria» «Привиди Іллірії»                                                         | Леслі Гоуп         | Акела Купер; Білл Волкофф                   | 19 травня 2022     | Буде оголошено                 | Буде оголошено | Буде визначено |
| "Ентерпрайз" розслідує зникнення колонії іллірійців, які заборонені Федерацією через їхню генну інженерію. Коли наближається йонний шторм, члени команди, що вирушили в розвідку, повертаються на корабель після того, як несвідомо заразилися вірусом, який викликає у них залежність від світла. Номер один розповідає, що вона іллірійка, щоб пояснити, чому має імунітет і з її крові синтезовано ліки. Потрапивши в шторм, Пайк і Спок виявляють — колоністи намагалися змінити свої генетичні дані, щоб вони могли приєднатися до Федерації. Але, можливо, створили вірус і перетворилися на плазмоподібних істот. Ці істоти захищають їх від шторму, і вони повертаються на «Ентерпрайз» як тільки всі вилікуються. Номер один намагається піти у відставку, але Пайк відмовляється прийняти її. Вона задається питанням, чи виявилося би більше упередженості, якби Номер один не допомогла врятувати екіпаж. Номер один дізнається, що вірус потрапив через автоматичний фільтр корабля, тому що головний медичний офіцер доктор Джозеф М'Бенга використовує застарілий транспортер — аби утримувати свою доньку Рукію в стазисі, доки він не зможе вилікувати її рідкісну хворобу. |            |                                                                                               |                    |                                             |                    |                                |                |                |
| 4 | 4          | «Memento Mori» «Пам'ятай про смерть»                                                          | Ден Лю             | Деві Перес; Бо Демайо                       | 26 травня 2022     | Буде оголошено                 | Буде оголошено | Буде визначено |
| «Ентерпрайз» намагається доставити повітряний фільтр з ядерним двигуном до колонії Федерації, але знаходить багатьох колоністів мертвими. Начальник служби безпеки Ла'ан Нуньєн-Сінгх допомагає евакуювати тих, хто вижив, і визнає ситуацію пастки Горнів. Вона була єдиною, хто вижив після нападу Горнів у дитинстві. Корабель Горнів атакує і завдає значної шкоди «Ентерпрайзу». М'Бенга та Крістін Чапел вдаються до медицини 21-го століття, щоб лікувати поранених, коли їхнє обладнання відключається. Екіпаж заманює корабель Горнів в атмосферу коричневого карлика поблизу чорної діри — де корабельні датчики і щити марні. Спок знаходить спосіб відстежити корабель Горнів, і вони знищують його. Але прибувають ще три кораблі Горнів. Один розчавлений тиском атмосфери коричневого карлика. Розум Спока об'єднується з Нуньєн-Сінгх, щоб дізнатися про систему зв'язку Горнів, і вони використовують це, щоби обманом змусити один корабель обстріляти інший. Тоді «Ентерпрайз» обертається навколо чорної діри, тимчасово зникаючи, і викидає дестабілізуючий повітряний фільтр, який вибухає та переконує присутній корабель Горнів, що «Ентерпрайз» знищено.            |            |                                                                                               |                    |                                             |                    |                                |                |                |
| 5 | 5          | «Spock Amok» «Спок Амок»                                                                      | Рейчел Лейтерман   | Генрі Алонсо Майерс; Робін Вассерман        | 2 червня 2022      | Буде оголошено                 | Буде оголошено | Буде визначено |
| Екіпаж вирушає у відпустку, поки «Ентерпрайз» проходить ремонт на Зоряній базі 1. Номер Один і Нуньєн-Сінгх затримують двох прапорщиків, які здійснюють несанкціонований вихід у відкритий космос в рамках гри. В гру грають члени екіпажу нижчого рангу — під назвою «Ентерпрайз Бінго». Дізнавшись, що вони мають репутацію «вбивць веселощів», пара вирішує випробувати гру. Напівлюдина Спок занепокоєний тим, що Т'Прінг вважає — він стає надто людиною. Спок планує провести з нею свою відпустку на березі моря, але Ейпріл перериває його. Ейпріл просить Пайка та Спока про допомогу в переговорах з ронгонійцями, які розглядають союз з Федерацією, клінгонами чи ромуланцями. Після обговорення своїх стосунків із Чапел Спок проводить спеціальну церемонію об'єднання розуму з Т'Прінг, щоб вони могли краще зрозуміти один одного. Це випадково змушує їх змінювати катри, фактично міняючись тілами. Спок намагається виконати роботу Т'Прінг, переконуючи вулканців повернутися до логіки, а Т'Прінг допомагає Пайку досягти успіху в переговорах. Пізніше М'Бенга і Чапел змінюють катри Спока і Т'Прінг на їхні належні тіла.                                            |            |                                                                                               |                    |                                             |                    |                                |                |                |
| 6 | 6          | «Lift Us Where Suffering Cannot Reach» «Підніміть нас туди, де страждання не зможуть досягти» | Енді Армаганян     | Робін Вассерман; Білл Волкофф               | 9 червня 2022      | Буде оголошено                 | Буде оголошено | Буде визначено |
| На шляху до планети Маджаліс «Ентерпрайз» отримує сигнал лиха від човника, якого атакує військовий корабель. «Ентерпрайз» знищує військовий корабель, і на борт транслюється персонал човника — хлопчик «Перший Слуга»; його батько і лікар Гамаль й Алора, лідер на Маджаліс, яка є старою знайомою Пайка. Пайк погоджується повернути їх на Маджалісу Гамаль намагається інсценувати смерть свого сина, щоб не дати йому повернутися на планету. Але йому заважають, і хлопець їде на Маджаліс з Пайком і Алорою — на свою «церемонію сходження». Пайку дозволяється бути свідком церемонії, під час якої труп попереднього Першого Слуги виймають з машини, а на його місце приєднується новий Перший Слуга. Пайк жахається цим, але не може зупинити події, і Алора пояснює — Маджаліс може залишитися райським суспільством, лише якщо дитину принесуть у жертву машині. Бунтівна колонія Маджаліса заперечує проти такої практики, і Гамаль приєднався до них, щоб врятувати свого сина. Гамаль допомагає М'Бензі працювати над лікуванням Рукії, а потім йде на «Ентерпрайз» щоби приєднатися до колонії, сподіваючись врятувати майбутніх Перших Слуг.                               |            |                                                                                               |                    |                                             |                    |                                |                |                |
| 7 | 7          | «The Serene Squall» «Безтурботний шквал»                                                      | Сідней Фріленд     | Бо Демайо; Сара Таркофф                     | 16 червня 2022     | Буде оголошено                 | Буде оголошено | Буде визначено |
| Радник Зоряного флоту Аспен подорожує з «Ентерпрайзом» у віддалену колонію, яку атакують космічні пірати на кораблі-шахраї «Серен Сквел» . Пайк і абордажна група направляються до корабля, щоб його екіпаж одночасно піднявся на борт «Ентерпрайза» . Пайк використовує свої кулінарні здібності та деякі тактики маніпулювання, щоб підштовхнути в правильному напрямі заколот на «Серен Скволл», щоб отримати контроль над кораблем. Аспен і капітан зв'язуються зі Т'Прінг та ставлять їй ультиматум: звільнити коханця Ейнджел, вулканського в'язня, якого Т'Прінг намагається реабілітувати, або Спок помре. Т'Прінг вирішує віддати в'язня, але Спок робить вигляд, що розриває їхні заручини, стверджуючи, що має роман із Чапел. Ейнджел намагається обстріляти корабель Т'Прінг, але група, яка перебуває на борту, використовує коди віддаленого доступу, щоб заблокувати елементи керування «Ентерпрайза» . Ейнджел тікає, а пірати здаються. Спок запевняє Т'Прінг у своїй любові до неї та каже Чапел, що їхня дружба суто платонічна. Він також відкриває Чапел, що коханцем Ейнджела є його зведений брат Сібок.                                                             |            |                                                                                               |                    |                                             |                    |                                |                |                |
| 8 | 8          | «The Elysian Kingdom» «Елізіанське королівство»                                               | Аманда Роу         | Акела Купер; Онітра Джонсон                 | 23 червня 2022     | Буде оголошено                 | Буде оголошено | Буде визначено |
| «Ентерпрайз» досліджує туманність, коли його варп-привід виходить з ладу, через що екіпаж втрачає свідомість. М'Бенга прокидається та споглядає інтер'єр «Ентерпрайза», який виглядає як фантастичний сюжет улюбленої книги Рукії, а команда несвідомо зображує її персонажів. Головний інженер Геммер — єдиний інший член екіпажу, який знає про ситуацію завдяки своїм телепатичним здібностям. Вони виявляють, що туманність має власну свідомість, яку можна порівняти з мозком Больцмана. Вони знаходять Рукію та дізнаються, що туманність помітила її самотність і створила фантазію, щоб розважити її. Він також вилікував її хворобу, але це не триватиме довго, якщо вони покинуть туманність. Туманність пропонує зберегти Рукію, перетворивши її на енергетичну істоту всередині космічної істоти, на що М'Бенга неохоче погоджується. Потім він бачить видіння Рукії як дорослої жінки, яка пережила повне пригод життя з туманністю, яку вона називає Деброю на честь своєї матері. Дебра випускає «Ентерпрайз», відновлюючи його варп-привід і дизайн інтер'єру. І ніхто, крім М'Бенги, не може згадати цю фантазію. Він розповідає Номер один про долю Рукії.                |            |                                                                                               |                    |                                             |                    |                                |                |                |
| 9 | 9          | «All Those Who Wander» «Всі мандруючі»                                                        | Крістофер Дж. Бірн | Деві Перес                                  | 30 червня 2022     | Буде оголошено                 | Буде оголошено | Буде визначено |
| "Ентерпрайз" прямує до глибокого космосу К-7, коли отримує ще одне пріоритетне завдання розслідувати зниклий корабель «USS Peregrine». Поки «Ентерпрайз» продовжує рух до K-7, Пайк веде команду на крижану планету, де вони знаходять зниклий корабель . Хеммер і Ухура відновлюють системи корабля, а Пайк дізнається, що на борту було троє біженців. Один був заражений яйцями Горна, які вилупилися, і пташенята вирвалися з його тіла та напали на команду. Команда Пайка виявляє, що двоє інших біженців вижили. Один із них, Баклі, також заражений яйцями Горна, і пташенята вилупилися. Вони атакують команду, але також борються один з одним, поки не залишиться лише найсильніший з пташенят. Команда складає план, як убити пташенят, використовуючи низьку температуру, отриману від засобів керування навколишнім середовищем на кораблі, але не раніше, ніж Хеммер буде заражений. Він заохочує Ухуру залишитися в Зоряному Флоті перед тим, як викинутися з корабля, щоб померти на холоді разом з Горном всередині нього. Після того, як команда оплакує Хеммера, Нуньєн-Сінгх бере відпустку, щоб допомогти останній біженці знайти її сім'ю.                            |            |                                                                                               |                    |                                             |                    |                                |                |                |
| 10 | 10         | «A Quality of Mercy» «Якість милосердя»                                                       | Кріс Фішер         | Генрі Алонсо Майерс; Аківа Голдсман         | 7 липня 2022       | Буде оголошено                 | Буде оголошено | Буде визначено |
| Поки «Ентерпрайз» і USS «Каюга» постачають провізію на аванпост у Ромуланській нейтральній зоні, Пайк зустрічає одного з майбутніх курсантів, заради якого він пожертвує собою, і вирішує надіслати їм попередження, щоб запобігти аварії. Його відвідує його старша версія із майбутнього, де аварії не станеться, і він показує Пайку наслідки цього рішення: сім років у майбутньому, «Ентерпрайз» бачить, як ромуланський зореліт «Хижий птах» знищує форпост . Вони відстежують його за підтримки USS «Farragut» і капітана Джеймса Т. Кірка, який пропонує агресивний підхід, але Пайк наполягає на переговорах. Ромуланський командир погоджується на припинення вогню, але його підкомандувач викликає армаду ромуланських військових кораблів, які завдають шкоди «Ентерпрайзу», важко поранивши Спока та оголошують війну Федерації. У свій час Пайк визнає, що його доля необхідна, щоб врятувати Спока та запобігти війні. Його спокій перериває капітан Батель з «Каюги», який прибуває на «Ентерпрайз» і заарештовує Номер один за те, що вона генетично змінена іллірійка. |            |                                                                                               |                    |                                             |                    |                                |                |                |